# كريس بندر
كريس بندر (بالإنجليزية: Chris Bender)‏ هو مغني أمريكي، ولد في 2 أغسطس 1972 في بروكتون في الولايات المتحدة، وتوفي بنفس المكان في 3 نوفمبر 1991.

## وصلات خارجية
- كريس بندر على موقع ميوزك برينز (الإنجليزية)
- كريس بندر على موقع أول ميوزيك (الإنجليزية)
- كريس بندر على موقع ديسكوغز (الإنجليزية)